# Humajd V ibn Raszid an-Nu’ajmi
Humajd V ibn Raszid an-Nu’ajmi (ur. 1931) – emir Adżmanu od 1981. Syn i następca emira Raszida IV ibn Humajda an-Nu’ajmiego. Ukończył studia w Kairze. Za jego rządów nastąpił wszechstronny rozwój gospodarczy emiratu (m.in. czterokrotne zwiększenie liczby ludności).